# Manaure Balcón del Cesar
Pour les articles homonymes, voir Balcon (homonymie) et Cesar.
Manaure Balcón del Cesar, ou plus simplement Manaure, est une municipalité située dans le département de Cesar, en Colombie. Elle fait partie de l'aire métropolitaine de Valledupar créée en 2005.